# 대 아르카나

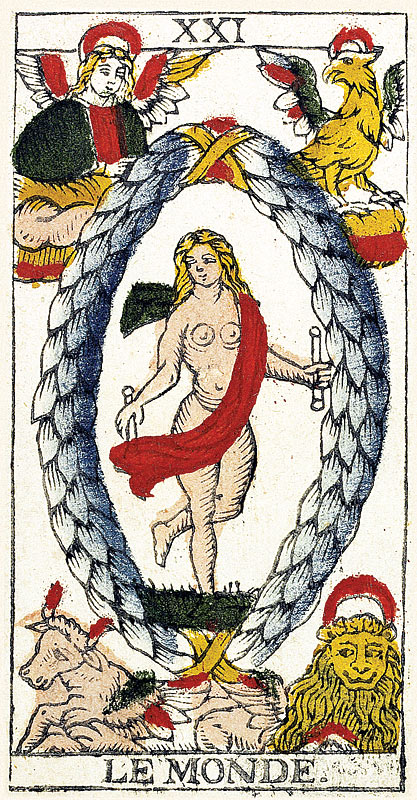

대 아르카나(프랑스어: Arcanes majeurs)는 타로의 1조 78매 가운데 22매를 구성하는 우의화가 그려진 카드를 가리킨다.

## 개요
'아르카나'란 라틴어로 arcanum=아르카눔의 복수형이며, '책상의 서랍'의 의미로부터, 인출에 '숨겨진 것'을 찔러, 한층 더 바꾸어 '비밀', '신비' 등의 의미가 되었다. 타로를 신비적인 물건이라고 보게 된 19세기 무렵부터 사용되기 시작한 말로, 게임 용구로서의 타로에서는 단지 '비장의 카드(atout 등)'라고 불린다. 다만, 바보를 비장의 카드에 포함할지 어떨지는 지역차이가 있어, 프랑스에서는 비장의 카드와는 독립한 카드로 하고 있지만, 오스트리아 등 중앙 유럽에서는 22번째의 비장의 카드로 하고 있다.

## 히브리 문자와의 관계
매수가 22매인 것부터, 신비주의자 등에 의해서, 히브리 문자 22 문자나, 생명나무의 22개의 경로와 관련 지어 해석되는 것이 많다. 그러나 히브리 문자와 22매의 카드의 어떤 것과 어떤 것을 관계 붙일까는 복수의 설이 있다.

## 의미 해석
- 카드의 차례 배열에는 여러가지의 설이 있다. 이 표는 일례이다.
  - 웨이트판 타로에서는 점성술과의 관계에서 보았을 때 카드가 12별자리 순서로 배열되게끔 8번과 11번 위치가 바뀌어 있다. 아서 에드워드 웨이트가 8번과 11번을 바꿔 넣었다[2]고 여겨지지만, 최초로 이 교체를 한 것은 웨이트는 아니다. 하지만, 웨이트판 타로가 유명하게 되었기 때문에, 이 교체는 웨이트식이라고 인식되게 되었다. 이후, 영미에서는 그에 모방하는 카드가 많이 창작되었기 때문에, 세계의 타로 카드에는 구래의 차례에 따르는 것과 웨이트식의 것의 2대계 줄이 생겼다[3]. 전통적인 마르세유판 타로는 전자에 속한다.
  - '바보'의 카드는 번호가 주어지지 않고 무기 또는 22번, 프랑스의 파퓨스는 바보를 21번, 세계를 22번으로 했다[4]. 영국의 웨이트가 처음으로 바보를 0번으로 했다는 설이 있지만 이것은 잘못으로, 정확하게는 안토와느 쿨 드 제이브랑에 의해서 비롯되었으며 0번, 21번, 22번, 무기의 4종류의 타로가 있다(바보를 21번으로 하는 경우는 세계를 22번이 된다). 또 8번과 11번의 위치의 여하에 관계없이, 바보의 카드의 위치는 처음(1번의 전)에 배치되는 것, 끝(21번의 뒤)에 배치되는 것, 20번과 21번의 사이에 배치되는 것으로 3종류의 데크가 있다.[5].
- 이 표의 '의미'의 항의 설명은 웨이트의 타로 도해에 근거한다[6].
- 이 표에 준 서양 점성술과의 관련의 항은 황금 여명회의 설이다. 이 설은 어디까지나 일례이며, 참고로서 주었을 뿐이다. 카드와 점성술의 관계를 어떻게 적용시킬까는 18세기의 엣티라의 설을 최초로 해, 그 이후, 현대에 이르기까지 구미 태양의 신비가들에 의한 수많은 설[7]이 존재하므로, 주의가 필요하다. ◎표는 '황금 여명회'의 독자설, ●표는 그 이전부터 존재한 설을 답습한 것.

| 번호     | 타이틀                                                         | 의미                                  | 점성술(일례)      |
| -------- | -------------------------------------------------------------- | ------------------------------------- | ----------------- |
| 0(22,21) | 바보 (집시, 도화사, 물질주의자) ※무번호인 경우 있음            | 몽상·우행·극단·열광                   | ◎바람의 원소      |
| 1        | 마술사(이교도, 기술사, 신발가게, 현자, 곱사등이, 도사, 향구사) | 의지·수완·외교                        | ●수성             |
| 2        | 여교황(이브, 여사제, 감춰진 이시스, 쥬노, 2개의 기둥)          | 비밀·신비·영지                        | ●달               |
| 3        | 여제 (나타난 이시스, 황후, 대지, 베누스)                       | 결실·행동·세월의 길이·미지            | ●금성             |
| 4        | 황제 (오시리스, 원수, 집시의 왕, 입방체의 돌)                  | 통치·견고·방어·동맹                   | ◎백양궁           |
| 5        | 교황(사제장, 집시 왕자, 석가 여래, 법의 심판)                  | 신조·사회성·은혜와 유덕               | ◎금우궁           |
| 6        | 연인(헤르메스, 에로스, 결혼, 두 개의 길, 우유부단, 연애)       | 매력·사랑·아름다움                    | ◎쌍아궁           |
| 7        | 전차(개선, 승리의 왕, 정복자)                                  | 원군·섭리·승리·복수                   | ◎거해궁           |
| 8 (11)   | 힘(여자 역사, 강의, 설득, 헤라클레스, 용기)                    | 힘·용기·관대·명예                     | ●사자자리         |
| 9        | 은자(현자, 반역자, 노인)                                       | 심려·충고를 받음·붕괴                 | ●처녀궁           |
| 10       | 운명의 바퀴(운명의 차, 혁명, 행운신, 시대, 보답해 고리)        | 행운·전환기·향상                      | ◎목성             |
| 11 (8)   | 정의(재판의 여신, 주석판사, 정의의 여신, 계약, 균형)           | 평등·옳음·행정·정당한 판결            | ●천칭궁           |
| 12       | 매달린 남자(사형수, 사도, 순교자, 처형대, 지혜, 매달린 사람)   | 영지·신중·시련·직관                   | ◎물의 원소        |
| 13       | 죽음(시간, 불사성, 영혼) ※무기명인 경우 있음                   | 정지·손실·죽음과 재생                 | ●천갈궁           |
| 14       | 절제(대모, 대천사, 천계의 여왕, 번쩍임)                        | 조정·중용·검약·관리                   | ◎인마궁           |
| 15       | 악마(흑마술사, 사탄, 정욕, 타천사, 바포멧)                     | 폭력·격렬·숙명·흑마술                 | ●마갈궁           |
| 16       | 탑(번개, 신의 집, 천벌, 바벨탑, 무름, 낙뢰의 탑)               | 비탄·재난·불명예·전락                 | ●화성             |
| 17       | 별(희망, 현인 별, 시리우스, 시간)                              | 희망과 길조(밝은 전망)·명상·영감·방기 | ●보병궁           |
| 18       | 달(황혼, 헤카테, 마왕, 꿈, 영계)                               | 숨은 적·환상·기만·실패                | ◎쌍어궁           |
| 19       | 태양(영감, 갓난아기, 영원의 청춘, 쌍둥이)                      | 물질적인 행복·운 좋은 결혼·만족       | ◎태양             |
| 20       | 심판(분노의 날, 영원, 관, 마지막 심판, 석관, 부활)             | 부활·위치의 변화·경신·결과            | ◎불의 원소        |
| 21(22)   | 세계(우주, 귀환, 진실, 대지, 지구, 도사, 소피아)               | 완성·약속된 성공·여행                 | ●토성, ◎땅의 원소 |

## 같이 보기
- 타로
- 타로 점
- 소 아르카나
- 운세
- 트럼프
- 대 아르카나와 점성술의 대응관계